# Clara Weaver Parrish
Clara Weaver Parrish (16 de marzo de 1861-11 de noviembre de 1925) fue una artista estadounidense de Alabama. Aunque produjo una gran cantidad de trabajo en una amplia gama de medios, es conocida fundamentalmente por sus pinturas y diseños de vidrieras. Fue incluida en el Salón de la Fama de Mujeres de Alabama en 1983.

## Biografía

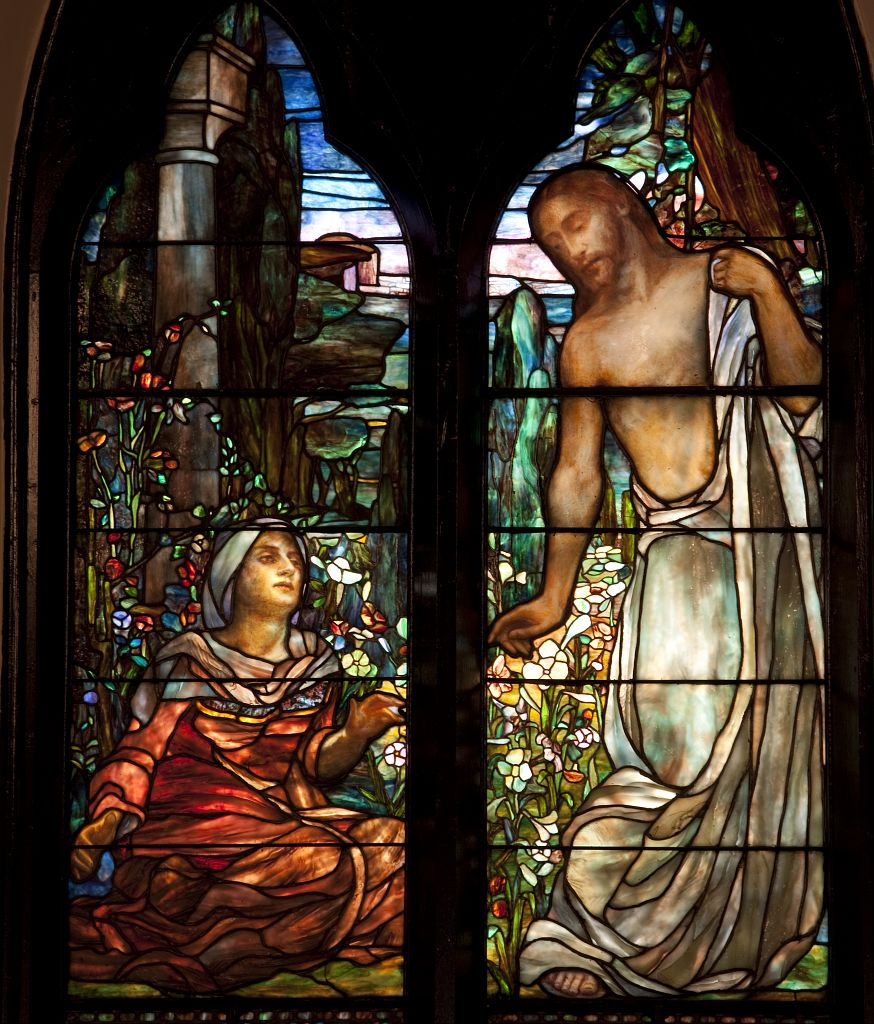
Ventanas Tiffany diseñadas por Parrish alrededor de 1890 para la Iglesia Episcopal de St. Paul en Selma.

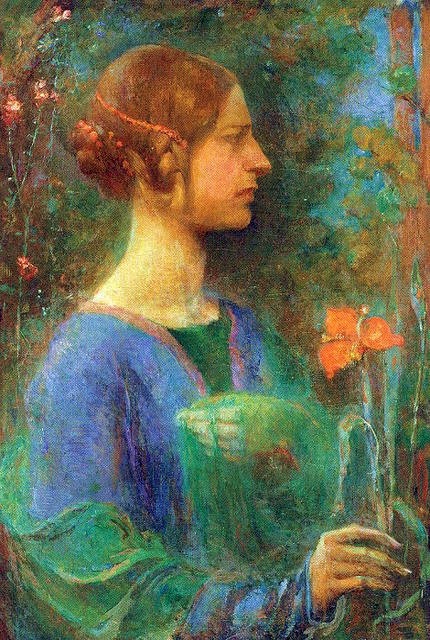
El lirio rojo, óleo sobre lienzo de Parrish hacia 1914.

Clara Minter Weaver nació en la plantación del condado de Dallas de la familia Minter, Emerald Place, cerca de Sardis (sureste de Selma), el 16 de marzo de 1861. Sus padres eran William M. Weaver y su esposa Lucia Frances Minter, ambos de familias prominentes a nivel local. Sus abuelos paternos fueron Phillip J. Weaver y Ann P. Gardner. Sus abuelos maternos fueron William T. Minter y Susan A. Bell.
William y Lucia Weaver cultivaron el talento artístico de su hija. Destacó en sus esfuerzos artísticos y fue enviada a principios de la década de 1880 a estudiar en la Art Students League de Nueva York. Le enseñaron personas como William Merritt Chase, Kenyon Cox, Henry Siddons Mowbray y Julian Alden Weir. Durante este tiempo, regresó con frecuencia a su ciudad natal de Selma, donde conoció a su futuro esposo, William Peck Parrish, un nativo de la cercana Greensboro. Se casaron en octubre de 1889 en Selma.
El matrimonio Parrish se mudó a Nueva York en 1890, donde Clara continuó con sus actividades artísticas y William trabajó como corredor de bolsa en la Bolsa de Nueva York. En pocos años, ella expuso sus pinturas para el gran público ampliamente, incluida la Exposición Mundial Colombina en Chicago en 1893. Durante la década de 1890, también comenzó a promover a otras mujeres artistas mientras se desempeñaba como funcionaria en el Woman's Art Club de Nueva York.
La pareja finalmente tuvo dos hijas, las cuales murieron muy jóvenes. Tras la muerte de una de las pequeñas, desarrolló interés en el diseño de mosaicos, murales y vidrieras. Se convirtió en diseñadora de Louis Comfort Tiffany en su Tiffany Glass & Decorating Company (más tarde rebautizada como Tiffany Studios) y trabajó en muchos de sus encargos, incluidas las ventanas de la Iglesia de San Miguel de Nueva York en 1895. También diseñó una serie de ventanas para las iglesias de Alabama durante este período, incluida la Iglesia de la Santa Cruz en Uniontown, la Iglesia Episcopal de Cristo en Tuscaloosa, la Primera Iglesia Bautista de Selma y la Iglesia Episcopal de San Pablo en Selma. Ilustró un libro de folclore afroamericano de Martha Sawyer Gielow en 1898. Gielow, otra nativa de Alabama, era conocida por sus narrativas de esclavos e historias para niños.
El esposo de Parrish murió de un ataque al corazón mientras viajaba en un tren desde Washington D. C. a su casa en Nueva York el 29 de abril de 1901. Esto la dejó viuda a los cuarenta años. Continuó su trabajo, exponiendo en la Exposición Universal de París de 1900. Su pintura, de estilo Art Nouveau, se vio influenciada por su trabajo en vidrieras.
Aunque Parrish había viajado anteriormente en varias ocasiones entre Nueva York y Francia, se trasladó a Europa durante varios años a partir de 1910. Expuso en el Salón de París y la Royal Academy de Londres. Mientras estuvo allí, estudió en la Académie Colarossi y visitó catedrales para estudiar vidrieras medievales. Viajó mucho por Francia e Italia. Durante muchos años mantuvo un estudio en París en el número 83 delBoulevard du Montparnasse. Regresó a Nueva York en 1914. Murió el 11 de noviembre de 1925 en su casa de la ciudad de Nueva York. Fue enterrada junto a su esposo en la parcela Weaver en el cementerio Old Live Oak en Selma, Alabama. Su testamento estableció el Weaver-Parrish Memorial Trust, que brinda ayuda a los necesitados de Selma y el condado de Dallas hasta el día de hoy. También proporciona una beca universitaria cada dos años a los graduados del Selma High School.